# 中江新八
中江 二義（弘治4年(1558年)－正保3年(1646年)），日本戰國時代、安土桃山時代、江戶時代初期的劍豪，又稱中江新八、中井新八、中川新八路，為豐臣秀次、立花、寺澤家之家臣。

## 生平
傳聞中江新八出身自近江，其劍術習自疋田景兼（即疋田文五郎、豐五郎）的「陰流」及長谷川宗喜的「中條流」，並曾學習「戶田流」等數個劍術流派，他也精通「香取流」、「五坪流」的槍術以及「穴澤流」的薙刀術。此外，中江新八除了曾為「印西流」弓術師範外，也入門「日置流」弓術並取得「免許皆傳」，成為日置流弓術之專家。
中江新八在學習各方武術流派後，起初仕官於擔任關白的豐臣秀次，後來秀次一族被太閤豐臣秀吉肅清後，他於慶長年間轉投靠立花家，跟隨立花宗茂參與進攻朝鮮的「慶長之役」，亦於「關原之戰」的「大津城攻略戰」中次於由布惟貞建立二番乘的戰功，並斬落十三個敵人的右拳證明自身武勇。新八在經歷更多自我修行後，完成自創的中江流派之「電擊流拔刀術」（即「拔討流」），並將此劍術傳授立花家的武士。
慶長五年（1600年），立花家因為於關原時期加入西軍而遭到改易，立花家臣們跟隨主君立花宗茂成為浪人，或是轉仕九州的其他大名。由於立花宗茂向中江新八學習日置流弓術，他也持續跟隨宗茂，投靠位於肥後的加藤清正並受其保護。慶長六年（1601年）十月二十四日，中江新八在見證立花宗茂的弓術已習得日置流之精隨後，便授予宗茂日置流弓術的免許皆傳，之後宗茂與其二十餘名家臣又前往江戶流浪，新八則在不久後轉仕肥前的寺澤廣高；廣高得知新八是立花家的劍豪後，對他相當禮遇，並協助他將自創的電擊流拔刀術流傳於藩士之間。由於新八的師父疋田景兼此時前來仕官寺澤家，新八因此和另一名也向疋田學習劍術的劍豪山田勝興（山田浮月齋）齊名。

## 逸聞
- 新八入仕立花家後住在奧州小路，此處以往是蒲池氏統領柳川時代的寺院墓地，自古就謠傳有妖怪出沒，房屋甚至被稱為是妖怪屋敷。自從新八入住後，由於他時常練習弓術，在練射時常會氣入丹田並發出怪異「イェーィ、エーイ」的聲音，傳聞此怪聲嚇走了妖怪，使此地不再有妖怪出沒的傳聞[4]。

- 新八曾經在柳河城最西方朝最東方射箭，距離3町15間（約400公尺），且與地平線並行射出箭矢，由下方穿過約四分之三距離遠之欄杆橋的下方後，箭矢還能夠稍稍緩上飛行，最終到達東方黑門側的倉庫門扉，新八因此被譽為遠矢達人[4]。

- 大津城之戰時，起初新八皆用弓矢射殺敵，有人說新八雖是遠矢達人，但近戰或許不怎麼樣呢。於是新八於後日攻入二之丸時，以刀搏鬥，斬落敵人的右拳13個，證明其劍術高強[1]，然而當日次於由布惟貞立下二番槍的緣故，亦被認為其武勇不如由布惟貞，尤其當時爭功之心強烈而得罪到人，雖然武勇得到認可，但為人受到憎惡[2]。

- 新八後來因立花家改易而改仕寺澤廣高，與同樣從立花家改仕寺澤的安田國繼兩人之武藝可謂一時名馳天下。晚年時卻因家計沒有整頓好而遭開除，新八仰天痛哭說到:「狡兔死走狗烹，如今我竟然連妻子都養不起，真是愧對祖先。」同時藩內的檢視役到新八家中審查，發現新八有一甕蓄滿錢幣，於是詢問新八為何不將此用於家計，新八回答到:「那是為了臨時發生戰事用於軍需所存的，身為武士，若不經常作此蓄財準備，一但發生戰事，如何起身盡忠?」於是當時人們皆稱新八性情實質[5]。